# Les Mots bleus (album)
Pour les articles homonymes, voir Les Mots bleus.
Albums de Christophe
Les Paradis perdus
(1973) Olympia
(1975)
Les Mots bleus est le cinquième album studio de Christophe, paru en 1974.

## Historique
Paru un an après Les Paradis perdus, Les Mots bleusest la seconde collaboration entre le chanteur et Jean-Michel Jarre, connu comme parolier à l'époque grâce au précédent opus.
Christophe en a composé toutes les musiques, et Jean-Michel Jarre est l'auteur de six titres.
La chanson Les Mots bleus incarne la difficulté d'exprimer des sentiments amoureux par les vers « parler me semble ridicule », « Il faudrait que je lui parle à tout prix ».

## Liste des pistes
| 1. | Le Dernier des Bevilacqua | Jean-Michel Jarre | Christophe | 9:07 |
| 2. | Señorita                  | Jean-Michel Jarre | Christophe | 2:54 |
| 3. | C'est la question         | Christophe        | Christophe | 4:32 |

| 1. | Les Mots bleus | Jean-Michel Jarre | Christophe | 4:12 |
| 2. | La Mélodie     | Jean-Michel Jarre | Christophe | 3:14 |
| 3. | Le Petit Gars  | Jean-Michel Jarre | Christophe | 4:34 |
| 4. | Drôle de vie   | Jean-Michel Jarre | Christophe | 4:33 |
| 5. | Souvenirs      | -                 | Christophe | 1:29 |

## Personnel

### Musiciens
- Christophe : chant, orgue Eminent 310, harmonica
- Dominique Perrier : claviers, arrangements du Dernier des Bevilacqua
- Patrice Tison : guitare
- Didier Batard : basse
- Roger Rizzitelli « Bunny » : batterie
- Karl Heinz Schäfer : cordes

### Autres
- Jacques Dutillet : enregistrement et mixage
- René Ameline : mixage
- Benjamin Auger : photographie
- Bernard Beaugendre : illustration

## Réception
Selon l'édition française du magazine Rolling Stone, cet album est le 45e meilleur album de rock français.